# توماس بنت
توماس بنت (بالإنجليزية: Thomas Bent)‏ هو سياسي أسترالي، ولد في 7 ديسمبر 1838 في أستراليا، وتوفي في 17 سبتمبر 1909 في ملبورن في أستراليا. انتخب عضو الجمعية التشريعية فيكتوريا وانتخب Premier of Victoria ‏ (16 فبراير 1904 – 8 يناير 1909).